# Fogdarp, Båstads kommun
Fogdarp är en bebyggelse i Förslövs socken i Båstads kommun. Från 2015 avgränsar SCB här en småort.